# Virginia Slims of Central New York 1991
Il Virginia Slims of Central New York 1991 è stato un torneo di tennis giocato sul cemento. È stata la 7ª edizione del torneo, che fa parte del WTA Tour 1991. Si è giocato a Westchester, New York negli USA dal 22 al 28 luglio 1991.

## Campionesse

### Singolare
Isabelle Demongeot ha battuto in finale  Lori McNeil con il punteggio di 6–4, 6–4

### Doppio
Rosalyn Fairbank /  Lise Gregory hanno battuto in finale  Katrina Adams /  Lori McNeil con il punteggio di 7–5, 6–4